# Adolfo de la Parra
Adolfo „Fito“ de la Parra (* 3. února 1946, Ciudad de México) je mexický bubeník, člen skupiny Canned Heat. Na bicí začal hrát již v dětství a svou první kapelu nazvanou Los Sparks založil již ve svých čtrnácti letech, v roce 1958. Později hrál s několika dalšími mexickými skupinami a hudebníky a roku 1966 odjel do Los Angeles, kde se nejprve stal členem kapely Sotweed Factor, z níž zanedlouho přešel k Bluesberry Jam a nakonec se roku 1967 stal členem skupiny Canned Heat. Je autorem autobiografické knihy nazvané Living the Blues.